# Identitet (sång)
Identitet är en låt på albanska framförd av Adrian Lulgjuraj och Bledar Sejko. Med låten representerade de Albanien i Eurovision Song Contest 2013.

## Bakgrund
Låten är skriven av Eda Sejko och komponerad av Lulgjuraj och Sejko själva.  Låten är inspirerad av albansk folklore och traditionell dans. Kompositionen innehåller användningen av  traditionella musikinstrument som shkurtgitarr. Den slutgiltiga versionen av låten spelades in vid musikstudion Kingside i Stockholm i Sverige. Sejko bekräftade i en intervju med Radio Tirana att låten kommer att framföras på albanska i Eurovision eftersom låtens budskap, enligt honom, inte kan förmedlas på något annat språk.
Låtens slutgiltiga version skulle komma att premiärvisas den 5 mars 2013 då den skulle ha visats upp på TV. Samtidigt skulle en video officiell video till låten släppts. På grund av tekniska problem kunde låten inte släppas på det utsatta datumet utan fick skjutas upp. Den 12 mars 2013 släpptes den officiella videon till låten samt den slutgiltiga versionen.

## Festivali i Këngës
Med låten ställde Lulgjuraj och Sejko upp i Festivali i Këngës 51, Albaniens uttagning till Eurovision Song Contest 2013. Bidraget var ett av 26 som valdes ut till tävlingen av totalt 65 bidrag som togs emot av RTSH. Via den andra semifinalen som hölls den 21 december tog man sig vidare till finalen den 22 december. Bidraget, som hade haft startnummer två, var ett av totalt åtta som gick till final av de tretton semifinalisterna. I finalen som hölls dagen efter den andra semifinalen startade bidraget som nummer tretton av sjutton. Efter att ha fått flertalet tolvor i finalen vann man den med stor marginal. Bidraget fick maxpoängen, 12, från fem av de sju jurymedlemmarna. Med 7 poäng från vardera av de två andra jurymedlemmarna slutade man på 74 poäng, 12 före andra placerade Anjeza Shahini med låten "Love".

## Eurovision Song Contest
I och med vinsten i Festivali i Këngës kommer Lulgjuraj och Sejko representera Albanien med låten i Eurovision Song Contest 2013 som kommer att hållas i Malmö i Sverige. Bidraget har lottats till att framföras i den andra halvan av den andra semifinalen den 16 maj i Malmö Arena.

## Kontrovers
I januari 2013 rapporterades det att bidraget fått kritik i hemlandet för plagiat. I en intervju med tidningen Sot hävdade sångaren och kompositören Frederik Ndoci att låten var till fyra femtedelar en kopia av den serbiska låten "Plavi safir" framförd av Bajaga & Instruktori. Nester Kraja, professor vid Universiteti i Arteve (konstuniversitetet), kallade låten för ett “uppenbart plagiat” i Albaniens största nyhetstidning Shekulli. Enligt Mujë Buçpapaj, direktör för kontoret för upphovsrätt i Albanien, har inga anmälningar gjorts. Till tidningen Panorama sa Sokol Shupo, dekanus för musikaliska fakulteten i Tirana, att låten inte är stulen, detta trots att han inte verifierat det. Shupo var en av jurymedlemmarna i Festivali i Këngës och var en av två som inte gav maxpoäng till bidraget.
En debatt om det hela hölls på TV-kanalen TV Klan med artisterna själva närvarande, samt direktören för RTSH Petrit Beçi, den artistiska direktören för FiK Shpëtim Saraçi och kompositören Ardit Gjebrea. Petrit Beçi nekade till ryktena om plagiat och bekräftade återigen låten som landets bidrag till ESC. Shpëtim Saraçi sa att det var omöjligt att en så erfaren musiker som Bledar Sejko skulle ha kopierat en annan låt. Bledar Sejko, som skrev låten tillsammans med sin fru Eda Sejko, har skrivit ett öppet brev till albansk media om anklagelserna. I brevet säger han att “min sång är helt olik den som spridits på nätet”.